# 舰队重整与现代化

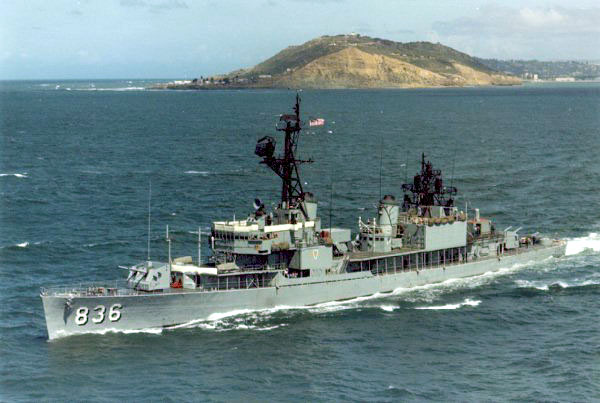
完成FRAM I 改装的USS George K. MacKenzie

舰队重整和现代化计划（Fleet Rehabilitation and Modernization，FRAM）是美国海军在冷战期间对于二战时期驱逐舰的现代化改进方案。该计划旨在延长了二战时期驱逐舰的寿命，并将其的任务从传统的海战转变反潜。 除了驱逐舰FRAM 计划也包括了对巡洋舰、航空母舰、潜艇、两栖舰和辅助舰等舰只的现代化升级。 美国海岸警卫队在 1980 年代也使用FRAM来命名当时对汉密尔顿级的现代化升级方案。

## 背景
考虑到当时苏联海军将在1957年拥有约300艘现代快速攻击潜艇，而当时美国海军由于需要建造新型防空护卫舰（1975年后重新命名为巡洋舰）和航空母舰等更为关键的舰只。因此美国海军无法在足够短的时间内生产足够的护航驱逐舰（1975年后重新命名为护卫舰）和其他反潜战舰艇来应对这一威胁，因此阿利·伯克上将转而寻找其他方法来尽可能地修改现有的且即将过时的二战驱逐舰，并最终促成了FRAM计划。 
伯克监督了向众议院和参议院拨款委员会提交名为“老化舰队”的报告作为计划的准备工作。最终成为 FRAM计划 的只是一个特别委员会提出的六项建议之一，这些建议旨在解决当时现存二战舰只的恶劣条件和舰况。这些建议按优先顺序排列：
1. 建造新舰艇，
2. 给予更多的保养时间，
3. 完成更广泛的大修，
4. 提供更多的维修资金，
5. 为维护人员提供更好的培训，或
6. 制定大规模的现代化和修复计划，以填补舰艇空缺，直到可以建造新舰艇。

1958年11月11日，美国海军部长托马斯·盖茨在与美国国防部长尼尔·麦克尔罗伊会面时采纳了最后一项建议
同期皇家海军也通过了的一项类似计划对33艘战时应急驱逐舰进行了改装，这些驱逐舰在1949年至1956年期间被改装成23艘15型一等反潜战护卫舰和10艘16型护卫舰。上述舰只被作为12型和14型护卫舰建成前的过渡舰只。

## FRAM驱逐舰

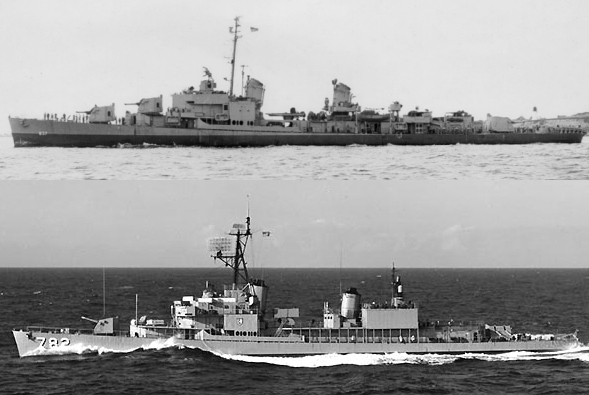
两艘基林级驱逐舰，上图为交付时的外观和舰装，而下图为进行了FRAM I计划之后外观和舰装。

在进行改装的驱逐舰中，基林级和艾伦·M·萨姆纳级的改装要优先于佛莱彻级和班森级。对二战驱逐舰改装经验源于1957年为移送到西班牙和德国的佛莱彻级所进行的现代化改造。这两艘驱逐舰于1959年3月在马萨诸塞州波士顿和加利福尼亚州长滩的造船厂进行 FRAM改装。 
在海军俚语中，改装后的驱逐舰被称为“FRAM cans”，“can”是“tin can”的缩写，“tin can”是驱逐舰或小型护航驱逐舰的俚语。
为了给舰艇提供可靠的反潜武器，基林级的FRAM I升级集中在增加AN/SQS-23声纳和两个新武器系统：射程为1至5英里的阿斯洛克反潜火箭（该武器不在FRAM II升级中）和航程可达22英里QH-50 DASH反潜直升机。 两者都配备了新型Mark 44鱼雷，这种鱼雷也装在军舰的鱼雷发射管中。阿斯洛克也拥有发射核深水炸弹的能力。
总计有三种不同的FRAM升级。弗莱彻级驱逐舰在1950年代初期的FRAM I改装中拆除了2号、3号和4号Mk 12 5英寸38倍径舰炮炮塔，全船主甲板只剩下两座炮塔。一个拥有训练功能并连接到一个新的、扩大的声纳套件的Mark 15刺猬炮取代了2号炮。所有顶部的21英寸鱼雷发射管都被拆除，并用安装在后甲板室的两个鱼雷发射管代替。一个双联3英寸/50倍径炮炮塔位于船尾，并被安装于后甲板室的顶部。FRAM I也存在有一些变体，例如同属于佛莱彻级的博伊德号在改装中移除了装备Mk 12 5英寸38倍径舰炮的3号和4号炮塔。并安装了由计算机控制的位于后甲板室上方的两座双联3英寸/50倍径炮炮塔。FRAM II计划在FRAM I的基础上有着以下变化：用RUR-4阿尔法火箭发射器替换了原本的刺猬炮，并增加了两个新的三联Mark 32鱼雷发射管替换了原本的Mk 44鱼雷并拆除了3英寸火炮以安装QH-50 DASH反潜直升机机库和飞行甲板。雷德福德号、詹金斯号和尼古拉斯号是唯三进行了FRAM II升级的弗莱彻级驱逐舰。

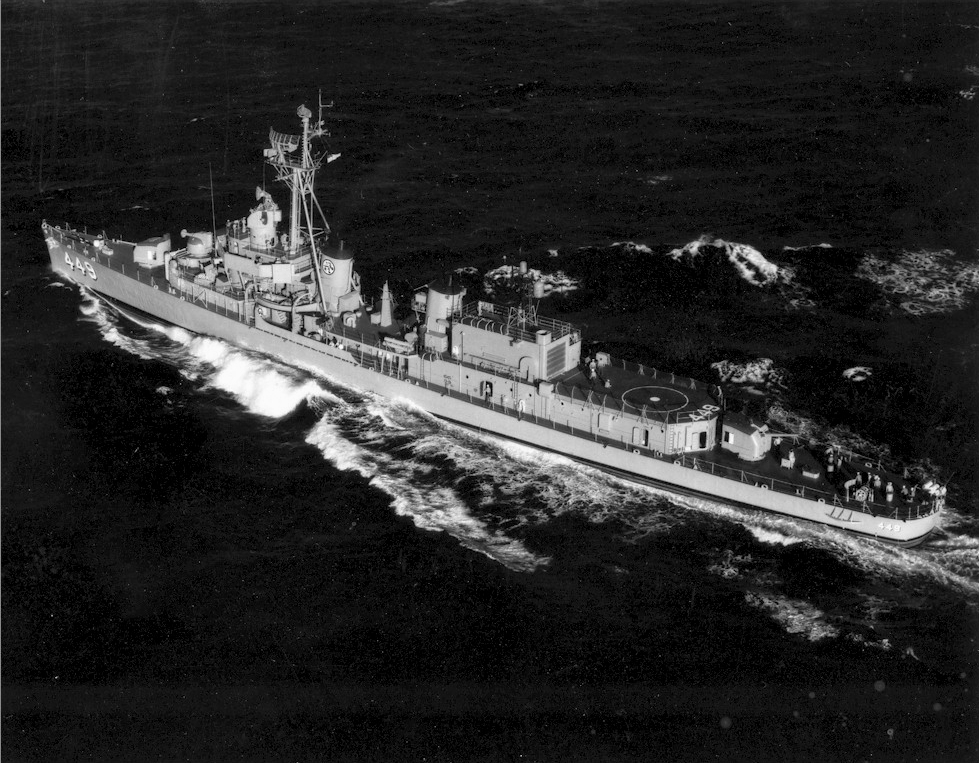
完成FRAM II的佛莱彻级尼古拉斯号

基林级的改装则是通过完全拆除所有上层建筑并从船体上重建，以安装新引擎、更大的战情室以及新的声纳和雷达系统。烟囱之间的 21 英寸鱼雷发射管被拆除以安装8 联装阿斯洛克发射器（仅限 FRAM I）。所有Mk 12 5英寸38倍径舰炮炮塔都被拆除，后部上层建筑则被用于放置DASH反潜直升机的机库和飞行甲板，两个新的三联装Mark 32鱼雷发射管替换了原本的Mk 44鱼雷并放置在二号烟囱后。这种现代化旨在将驱逐舰的寿命延长至少八年。最终，除了三艘之外，剩余的所有基林级都接受了FRAM I 或 FRAM II升级。

## FRAM II

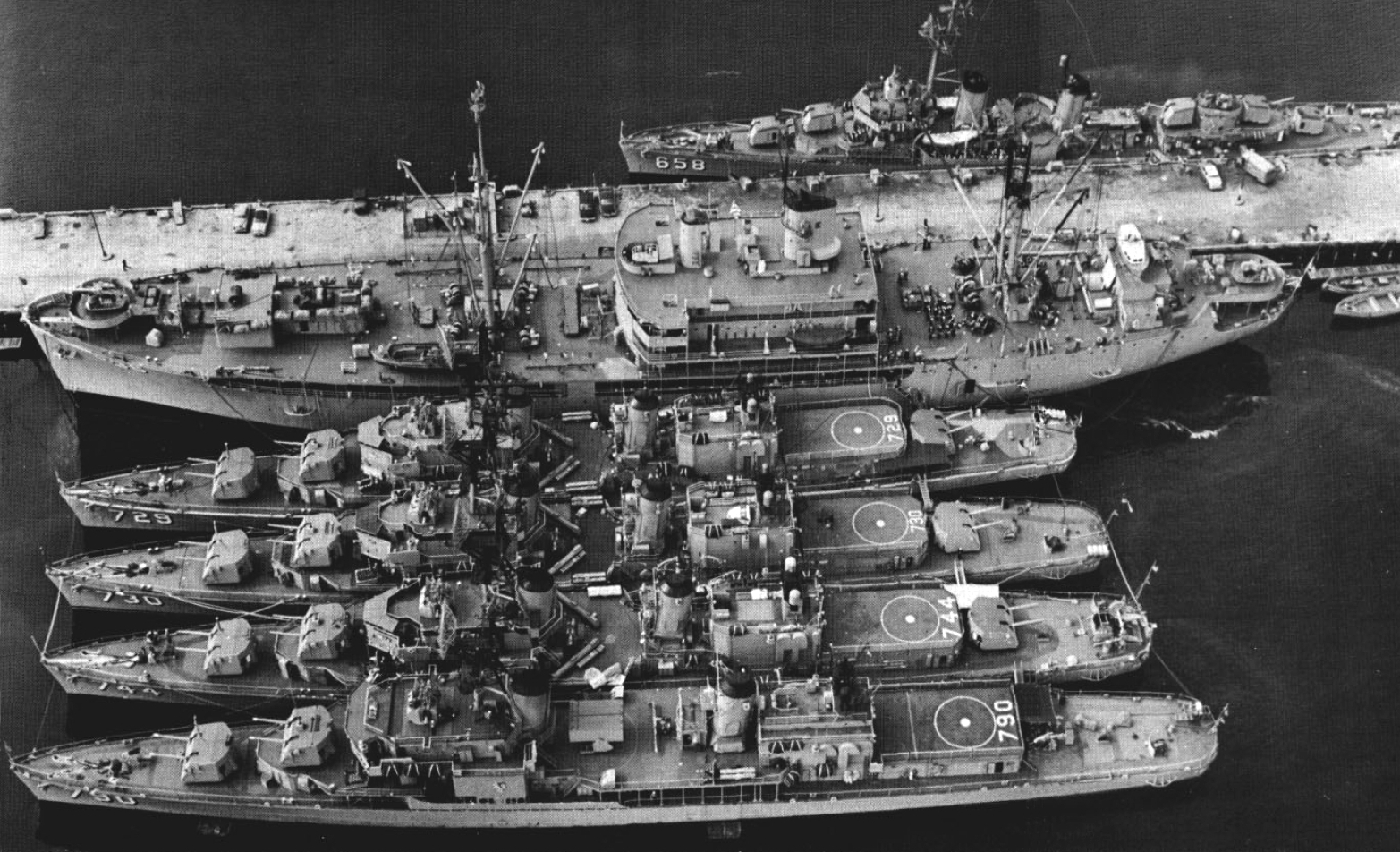
布莱斯峡谷号驱逐母舰与完成FRAM II升级后的莱曼K.斯文森号、 科利特号和布鲁号。最靠近相机的则是完成了FRAM I升级的希尔顿号（请注意中间甲板上的阿斯洛克发射器）。

艾伦·M·萨姆纳级则仅接受了 FRAM II计划中的武器升级，并非该级别所有舰船都接受了FRAM升级。尽管后甲板也被改装为DASH反潜直升机的飞行甲板，但新的12.75英寸三联装鱼雷发射管被放置在旧的21英寸鱼雷发射管所在的位置，并且没有安装阿斯洛克反潜火箭。通常所有三个双联装Mk 12 5英寸38倍径舰炮炮塔都被保留。此外，还增加了两个新的21英寸鱼雷发射管，用于Mark 37 ASW 自导鱼雷和可变深度声纳（VDS）。艾伦·M·萨姆纳级的改装可以满足该级舰艇继续服役五年。
共有16艘基林级同样进行了FRAM II升级。其中包括6艘雷达哨舰（DDR）和6艘护航驱逐舰（DDE）。升级保留了它们原本的专用设备（雷达或可供训练的刺猬炮），4艘DDR被改装成类似进行FRAM II后的艾伦·M·萨姆纳级驱逐舰。没有任何基林级在FRAM II升级中加装了阿斯洛克反潜火箭。所有的DDR保留了全部6门5英寸火炮，照片显示他们的DASH反潜直升机机库比其他舰艇小，加上停机坪没有标记，因此他们可能并没有在实际中使用或者装备DASH。
所有二战驱逐舰舰级都在大约1959年开始开始了FRAM II升级，并开始轮流退役，以便让尽可能多的船只留在海上。全部舰只的升级工作于1965年完成，大部分参与升级计划的船只继续积极服役直到1960年代后期。

## FRAM驱逐舰概要
1960年至1965年间，共有95艘基林级和33艘艾伦·M·萨姆纳级接受了FRAM改装。许多船只在越南战争中提供了重要的炮火支援。由于糟糕的可靠性，DASH反潜直升机于1969年从反潜任务中退役。同时由于缺乏阿斯洛克，艾伦·M·萨姆纳级缺乏远距离反潜能力并于1970年至1973年间退役，其中大部分被转交到外国海军。基林级在美国海军服役的时间稍长一些，其中大部分在1973年至1980年间退役并转交到外国海军。FRAM驱逐舰的反潜任务被1969-1974年服役诺克斯级巡防舰（1975年之前被称为护航驱逐舰）和1975-1983年服役斯普鲁恩斯级驱逐舰所取代。两级都具有与FRAM I升级后的基林级驱逐舰相同的反潜战武器，并增加了更多并更快装填的阿斯洛克反潜火箭、改进的声纳和一架通常是SH-2海妖直昇機的有人驾驶直升机。
艾伦·M·萨姆纳级（自1965年起）和基林级（自1973年起）的一些舰船继续在海军预备役部队（NRF）中服役，部分现役船员也一同继续服役并为海军预备役人员提供培训。在美国海军服役的最后一艘FRAM驱逐舰是威廉C.拉维号，一艘进行了FRAM I升级的基林级，该舰最终于1983年 10月1日退役并于1999年7月14日作为靶舰击毁。

## 航空母舰的FRAM II升级计划
作为FRAM II计划的一部分，为反潜任务改装的埃塞克斯级航母在1960年至1964年接受了SCB 144升级。她们在升级中安装了位于船首的AN/SQS-23声纳，以及改进了战情室的显示器。